# Han Groo
Min Han-groo, conocida por el nombre artístico de Han Groo (en hangul, 한그루; nacida en Namyangju el 30 de mayo de 1992), es una actriz y cantante surcoreana.

## Vida personal
Natural de Namyangju, en la provincia de Gyeonggi, es hija de un prestigioso director de anuncios comerciales televisivos y de una modelo. Gracias a ello se familiarizó con el mundo del espectáculo desde una edad muy temprana, de modo que ya desde niña no pensó en ser otra cosa sino actriz. Cuando estaba en 4.º curso de primaria se mudó a Estados Unidos, al estado de California, donde vivió lejos de su familia durante cuatro años, a los que siguieron otros cuatro más en China. Esto le sirvió para aprender a hablar tanto inglés como chino mandarín con fluidez, además de practicar actividades como baile, equitación, artes marciales, manejo de la espada y golf. En sus años estadounidenses destacó en sus estudios académicos, hasta el punto de que ganó el Premio de Educación del Presidente de los Estados Unidos en 2003. También ganó varios premios y concursos de baile, hip-hop e incluso claqué.
Tras realizar estudios de secundaria en la Academia Internacional de Artes de Pekín, a su vuelta a Corea intentó continuar en la universidad de manera paralela a su trabajo como actriz. En 2012 estaba preparando por tercera vez el examen de acceso a aquella.
En noviembre de 2015 se casó con un hombre de negocios ajeno al mundo del entretenimiento, nueve años mayor que ella; aunque la actriz anunció que continuaría con su carrera después de la boda,en realidad aquella quedó interrumpida por unos años, que dedicó a la familia y la crianza de los hijos: dos gemelos, niño y niña, que nacieron en 2017. Sin embargo, la pareja se divorció, según se anunció en septiembre de 2022. La fecha exacta y los motivos de su divorcio no se especificaron. En junio de ese mismo año Han Groo, que mantuvo la custodia de sus hijos, había firmado un contrato de representación exclusivo con la agencia SBD Entertainment, decidida a reanudar su carrera. También abrió un canal en YouTube para retomar el contacto con sus admiradores.

## Carrera
Tras sus años de estudio en Estados Unidos y China, a su vuelta a Corea se unió a una agencia como aspirante a actriz. El director de la misma era Joo Young-hoon, un cantante y productor reconocido en la industria musical nacional. Joo se fijó en Han Groo y le hizo una oferta para convertirse en cantante, de modo que cambió sus expectativas iniciales para dedicarse a la música, aun manteniendo su principal interés en la actuación. En 2011 se editó su EP Groo One, que contenía seis temas incluido Witch Girl, seguido del sencillo My Boy. En esta época Joo Young-hoon se ocupaba por completo del desarrollo de su carrera. Según declaró más tarde Han Groo, estaba decidida a aprovechar todas las oportunidades de que dispusiera, aunque consideró difícil destacar en la industria musical coreana dado el enorme nivel de competencia que tiene. En el momento de su debut como cantante la escena musical surcoreana estaba dominada por los grupos de chicas, pero Han Groo desechó la posibilidad de unirse a uno de ellos para alcanzar el éxito, prefiriendo trabajar en solitario.
En el mismo año 2011 debutó ya como actriz en el telefilme Girl K, que se emitió en tres partes y para el que fue elegida superando una audición de cien aspirantes. Su papel es el de Cha Yeon-jin, una joven que pierde a su madre y se convierte en una asesina despiadada buscando su venganza. Su trabajo, que incluía varias escenas de acción para las que le sirvió su experiencia en baile y en manejo de la espada, recibió críticas positivas. También llamó la atención de los espectadores, hasta el punto de que fue llamada «la nueva Ha Ji-won» por la habilidad con que ejecutó dichas escenas.
Del mismo año 2011 es 오늘만 같아라 [Como hoy], telenovela diaria nocturna de MBC que se desarrolló en 128 episodios de 40 minutos, y donde la actriz fue uno de los personajes protagonistas.
En 2014 protagonizó la exitosa serie de tvN Marriage, Not Dating, una comedia romántica en la que actuó junto a Yeon Woo-jin. Su personaje fue calificado positivamente por los espectadores por reflejar una persona real, en vez del estereotipo femenino frecuente en este género. Su último trabajo antes de interrumpir su carrera fue una breve aparición especial en la serie de 2015 Super Daddy Yeol, en los episodios 8 y 9.
La vuelta a la televisión de Han Groo llegó en 2024 con un papel secundario en The Midnight Studio, una serie de fantasía y romance emitida por ENA a partir de marzo de dicho año.

## Filmografía

### Series de televisión
| Año  | Título                 | Papel        | Canal | Notas                       | Ref.          |
| ---- | ---------------------- | ------------ | ----- | --------------------------- | ------------- |
| 2011 | Girl K                 | Cha Yeon-jin | CGV   | Telefilme en tres partes    | [ 8 ] [ 9 ]   |
| 2011 | Como hoy               | Kim Mi-ho    | MBC   | 128 episodios, protagonista | [ 1 ]         |
| 2012 | Cásate conmigo         | Min Dong-bi  | JTBC  |                             | [ 16 ]        |
| 2013 | The Scandal            | Ha Soo-young |       |                             |               |
| 2013 | My Dad Is a Nude Model | Ji-yeon      |       | Drama Special, un episodio  |               |
| 2013 | Una palabra cálida     | Eun-young    | SBS   |                             | [ 17 ] [ 18 ] |
| 2014 | Marriage, Not Dating   | Joo Jang-mi  | tvN   | Protagonista                | [ 11 ] [ 12 ] |
| 2015 | Super Daddy Yeol       | Laura Jang   | tvN   | Aparición especial, ep. 8-9 | [ 19 ]        |
| 2024 | The Midnight Studio    | Jin Na-rae   | ENA   |                             | [ 14 ]        |

## Discografía
- 2011: Groo One (EP).
- 2011: My Boy (sencillo).
- 2011: Girl K (sencillo, para la banda sonora original de la serie).
- 2011: Como hoy (sencillo, para la banda sonora original de la serie).

## Premios y nominaciones
| Año  | Premios                                       | Categoría                            | Disco/papel        | Resultado | Ref.          |
| ---- | --------------------------------------------- | ------------------------------------ | ------------------ | --------- | ------------- |
| 2003 | Premio de Educación del Presidente de EE. UU. | —                                    | —                  | Ganadora  | [ 1 ]         |
| 2011 | 13os Premios Mnet Asian Music                 | Mejor cantante revelación femenina   | Groo One           | Nominada  | [ 20 ]        |
| 2011 | 19os Premios Korean Culture and Entertainment | Mejor actriz revelación (televisión) | Como hoy           | Ganadora  |               |
| 2014 | 50os Premios Baeksang Arts                    | Mejor actriz revelación (televisión) | Una palabra cálida | Nominada  | [ 21 ]        |
| 2014 | 7os Premios Style Icon                        | New Icon                             | —                  | Ganadora  |               |
| 2014 | Premios SBS Drama                             | Premio Nueva estrella                | Una palabra cálida | Ganadora  | [ 22 ] [ 23 ] |
| 2014 | Premios SBS Drama                             | Mejor pareja con Park Seo-joon       | Una palabra cálida | Ganadores | [ 24 ]        |